# Charte de 1663
Fondement de l'histoire de la Caroline, la charte de 1663, signée par le roi Charles II d'Angleterre avec huit grands du Royaume, leur accordait le titre de Lords Proprietor de toutes les terres du Nouveau Monde, en partant de la limite sud de la colonie de Virginie de 36 degrés nord à 31 degrés nord (le long de l'actuel Géorgie).
La charte permettait à ces huit Lord propriétaires de Caroline de louer leurs terres, pour en tirer un revenu, et de freiner l'expansion vers le sud de colons venant de Nouvelle-Angleterre, colonie avec laquelle la royauté était en froid. Elle a permis à des colons venus de la Barbade d'accéder aux meilleurs sites et de développer une véritable colonie en Caroline. Les huit bénéficiaires étaient remerciés par le roi de leur soutien actif pendant la guerre civile qui a mené à la Première Révolution anglaise, la plupart d'entre eux ayant organisé en exil le soutien à la royauté déchue. L'un d'eux, George Monck, était un officier supérieur de l'armée ennemie mais qui a fini par se rallier au roi pour permettre la restauration anglaise en 1660.
Deux ans après sa signature, la charte fut légèrement revue en 1665, avec une frontière nord étendue à 36 degrés 30 minutes nord pour inclure les terres de la colonie d'Albemarle le long de la baie d'Albemarle qui venaient de la colonie de Virginie et s'étaient installés en 1653, en commerçant avec la Nouvelle-Angleterre par des ventes de tabac. Plus symboliquement, la frontière sud fut étendue vers le sud de la colonie à 29 degrés nord, juste au sud de l'actuel Daytona Beach, ce qui inclut la colonie espagnole de Saint Augustine.
Les huit Lords Proprietors nommés dans la charte étaient: Henry Hyde (2e comte de Clarendon), George Monck, William Craven (1er comte de Craven), John Berkeley, 1st Baron Berkeley of Stratton, Anthony Ashley-Cooper (1er comte de Shaftesbury), Sir George de Carteret, Sir William Berkeley (frère de John), et Sir John Colleton.
Tous vivaient en Angleterre, à l'exception du gouverneur de Virginie William Berkeley, le seul ayant un rôle actif en Caroline étant Lord Shaftesbury. Shaftesbury, avec l'aide de son secrétaire, le philosophe John Locke, a rédigé la Fundamental Constitutions of Carolina (en), un plan pour le gouvernement de la colonie fortement influencé par les idées du politologue anglais James Harrington. Certains des autres Lords Propriétaires avaient aussi des intérêts dans d'autres colonies : William Berkeley en Virginie, John Berkeley et George Carteret dans la Province du New Jersey.